# Abou Dahdah
 (août 2021).
Abou Dahdah (arabe : أبو الدحداح 'Abū ad-Daḥdāh), de son vrai nom Imad Eddin Barakat Yarkas, est un Espagnol né en Syrie qui a été condamné à la prison en Espagne pour sa participation aux attentats du 11 septembre 2001 et pour sa participation aux activités de l'organisation terroriste Al-Qaïda. 
Quelques rapports indiquent que son numéro de téléphone aurait été trouvé dans un appartement de Hambourg, en Allemagne, loué par Mohammed Atta, chef des pirates de l'air qui ont détourné quatre avions lors des attentats du 11 septembre 2001. D'autres documents indiquent que son nom est inscrit dans un journal de bord saisi par des policiers lors de la fouille d'un appartement quelconque ou encore que son passeport a été saisi lors d'une descente dans la maison londonienne d'Abou Qatada.
Abou Dahdah est arrêté le 19 novembre 2001. Il est accusé de participer à des campagnes de levée de fonds en faveur d'Al-Qaïda et pour son rôle allégué de convaincre des jeunes de rejoindre des camps d'entraînement en Afghanistan. Le 26 septembre 2005, l'Audience nationale, tribunal espagnol, le condamne à 27 ans de prison pour participation aux attentats et aux activités d'Al-Qaïda.
Le 16 février 2006, le Tribunal suprême espagnol réduit la peine d'Abu Dahdah à douze ans parce que sa participation aux attentats n'a pas été démontrée.